# DeCSS

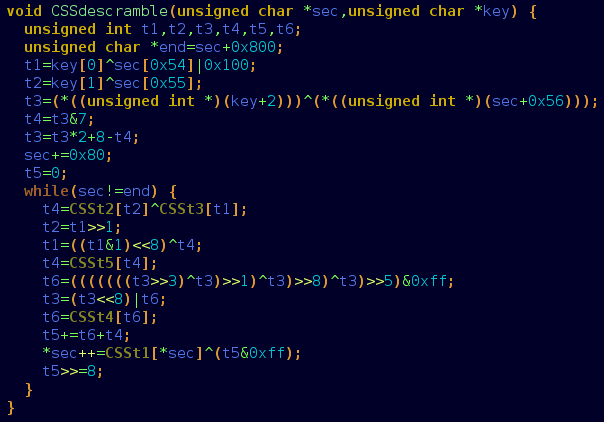
Фрагмент коду DeCSS, який може бути використаний для обходу захисту DVD

DeCSS — безкоштовна комп'ютерна програма, здатна розшифрувати вміст дисків DVD-Video, зашифрованих з використанням системи Content Scramble System (CSS). Існує менш відомий аналог DeCSS, випущений практично в той самий час — DoD Speed Ripper. Програми були некомерційними, з відкритим вихідним кодом.
Найголовніша різниця між «першим поколінням» DVD зломщиків і такими програмами, як DeCSS і DoD Speed Ripper, полягає в тому, що старі злодії не дешифрують DVD. Замість цього вони дозволяють DVD-програвачу робити розшифровку самостійно, а потім «чіпляються» до відео або іншим відповідним драйверам і копіюють вже розшифрований потік даних. «Друге покоління» виконує фактичне дешифрування.

## Історія створення
Авторство DeCSS приписується трьом людям, імена двох з яких залишилися невідомими. Єдиним відомим автором програми був норвезький підліток Йон Йохансен (норв. Jon Johansen), щодо якого було порушено кримінальну справу за статтею 145 норвезького кримінального кодексу (незаконний доступ до інформації). Пізніше, в 2003 році, Йохансен був виправданий за всіма пред'являються обвинуваченням. 22 січня 2004 року DVD Copy Control Association відкликала позов проти Йона Йохансена.
DeCSS (під версією 1.1 b) вперше був опублікований в поштовій розсилці LiViD (Linux Video and DVD) 6 жовтня 1999 року як програма з закритим вихідним кодом для Windows-платформи, що служить для копіювання DVD-дисків. До цього групою Drink or Die була випущена програма DoD DVD Speed Ripper, також без вихідного коду і працювала не з усіма DVD-плеєрами. Члени Drink or Die дизассемблировали код плеєра Xing і отримали його ключ у відкритому вигляді. Автори DeCSS, включаючи Йохансена, називаючись групою Masters of Reverse Engineering (MoRE) могли отримати потрібну інформацію від Drink or Die.
DeCSS була проектом кількох людей, участь Йона полягала в написанні графічного інтерфейсу програми. Згідно із заявою Апеляційного суду Боргартинга, програма складалася з графічного інтерфейсу, написаного Йохансеном, підпрограми аутентифікації, написаної Дереком Фаукусом в рамках проекту LiViD (причому код був узятий учасниками MoRE із порушенням ліцензії GPL) та підпрограми дешифрування, написаній анонімним програмістом під ніком «the nomad» та переданої Йохансену іншим анонімом під ніком «mdx». «mdx» згадав у розмові в IRC, що «the nomad» отримав алгоритм дешифрування дисків і ключ шифрування, скориставшись зворотним розробкою DVD-плеєра Xing. Пізніше проблема релицензирования коду Дерека Фаукуса була вирішена в поштовій розсилці.

## Технічна сторона
Формат DVD дозволяє записувати на диск набагато більший обсяг інформації за рахунок використання лазера з меншою довжиною хвилі. Однак, для обмеження розповсюдження неліцензійного софта і пристроїв для читання DVD-формат, в якому записувалися фільми (так як спочатку формат DVD розроблявся як заміна відеокасетам), захищався спеціальної шифрувальної системою Content Scrambling System (CSS).
Всі DVD позначені зональним кодом (Regional Security Code), відповідним однією з семи зон, для якої ці DVD призначені. Алгоритм CSS потрібен для того, щоб обмежити можливість читання дисків у сторонніх зонах.
Спочатку програма DeCSS замислювалася як засіб, який дозволить дивитися DVD на альтернативних ОС, наприклад Linux або BSD. У той час програмні DVD-програвачі існували тільки для таких операційних систем, як Windows і Mac OS. Деталі реалізації CSS були доступні ліцензіатам, оплачивавшим доступ на регулярній основі. Ліцензія, пов'язана з угодою про нерозголошення, прямо забороняла розробку відкритого для відтворення DVD.
Творці DeCSS пішли шляхом зворотної розробки плеєра Xing для отримання ключа дешифрування та алгоритму роботи, що було визнано незаконним.
Увага до юридичної проблеми використання DeCSS призвело до того, що в алгоритмі CSS були виявлені численні уразливості, що дозволяють істотно скоротити підбір правильного ключа для розшифровки даних на диску. Навіть при стандартному переборі з використанням вразливостей домашній комп'ютер 1999 року справлявся із завданням протягом доби, а сучасні комп'ютери здатні підібрати правильний варіант протягом лічених секунд. Ці дослідження поклали старт численним проектам для використання в програвачах з відкритим вихідним кодом. Один з таких проектів, libdvdcss, використовує готовий набір ключів програвача, згенерований заздалегідь. Якщо ні один з них не працює (у разі посиленого кодування DVD приводу на регіон), то виконується спроба використовувати повний перебір і регіональна захист ігнорується.

## Судові розгляди
Основною юридичною проблемою використання програм, подібних DeCSS, було те, що за допомогою них можна було створювати ідентичні копії дисків з незашифрованими даними, які можна було безконтрольно копіювати і поширювати.
У США було порушено ряд судових позовів, позивачами в яких виступали члени Американської асоціації кінокомпаній (MPAA), а також DVD Copy Control Association, а відповідачами — власники сайтів, размещавших програму DeCSS, алгоритм її роботи, вихідний код або ключі розшифровки, в числі яких був відомий хакер Ерік Корлей (псевдонім Emmanuel Goldstein, редактор журналу 2600). У відповідь в Інтернеті розгорнулася кампанія по публікації матеріалів за алгоритмом CSS у всіляких формах: на футболках, в якості MIDI-файлів, у вигляді хайку і навіть у вигляді так званого незаконного простого числа.
Спеціально для відволікання сищиків MPAA була створена програма DeCSS, що займається видаленням CSS з HTML-сторінок.